# Gefitinib
Gefitiníb, pod zaščitenim imenom Iressa in drugimi, je protirakavo zdravilo iz skupine malih molekul, ki se uporablja se pri zdravljenju nedrobnoceličnega pljučnega raka, in sicer v prisotnosti mutacije v genu, ki nosi zapis za beljakovino, imenovano receptor za epidermalni rastni dejavnik (EGFR, angl. epidermal-growth-factor receptor).
Deluje kot zaviralec tirozin kinaze receptorja za epidermalni rastni faktor.
Uvrščen je na seznam nujnih zdravil Svetovne zdravstvene organizacije, na katerem so zdravila, bistvena za zagotavljanje osnovne zdravstvene oskrbe.

## Klinična uporaba
Gefitinib se uporablja samostojno za zdravljenje odraslih bolnikov z lokalno napredovalim ali razsejanim nedrobnoceličnim pljučnim rakom z aktivacijskimi mutacijami EGFR-TK.
Aktivirajoče mutacije gena za EGFR so prisotne pri okoli 15 % bolnikov z nedrobnoceličnim rakom pljuč; pogosteje se pojavljajo pri ženskah, nekadilkah, s histološkim tipom žleznega raka.

## Neželeni učinki
Pri uporabi gefetiniba zelo pogosto poročajo o pojavu aken. Drugi pogosti neželeni učinki, ki se pojavijo pri več kot 1 % bolnikov, zajemajo drisko, slabost, bruhanje, neješčnost, stomatitis, izsušitev (dehidracijo), reakcije na koži, zanohtnico, brezsimptomna povišanja vrednosti jetrnih encimov, astenijo, vnetje očesne veznice, vnetje vek. Driska je značilni neželeni učinek celotne skupine zaviralcev EGFR.
Med manj pogoste neželene učinke spadajo na primer intersticijska bolezen pljuč, erozija roženice in vraščanje trepalnic. V kliničnih preskušanjih se je intersticijska bolezen pljuč pojavila pri 1,3 % bolnikov; pri nekaterih je bila smrtna. Če se bolniku poslabšajo dihalni simptomi, je treba zdravljenje prekiniti, ob potrditvi intersticijske bolezni pljuč pa zdravljenje z gefetinibom povsem končati.

## Mehanizem delovanja
Deluje kot zaviralec tirozin kinaze, in sicer zavira tirozin kinazo receptorja za epidermalni rastni dejavnik (EGFR). Za epidermalni rastni dejavnik (EGF) in njegov receptor (EGFR) so ugotovili, da sta
glavna dejavnika celične rasti in proliferacije normalnih in rakavih celic. EGFR je molekula na površini celic, na katero se vežejo rastni dejavniki in sprožijo niz reakcij v celici. EGFR je pogosteje izražen v rakavih kot pa v normalnih celicah. Za nekatere vrste nedrobnoceličnega raka na pljučih so značilne spremembe (mutacije) v genskem zapisu za EGFR, ki jih imenujemo aktivirajoče mutacije. Le-te povzročijo, da je EGFR ves čas aktiven in tako povzroči celično nesmrtnost, nenadzorovano delitev, rast in razsoj po telesu. Prekomerno izražanje EGFR (na primer pri nekaterih vrstah pljučnega raka pa tudi pri nekaterih vrstah raka dojke) vodi v neustrezno aktivacijo signalne poti Ras. Pri nedrobnoceličnem pljučnem raku, ki je občutljiv na zdravljenje z gefitinibom, so dokazali, da je mutacija tirozin kinaze EGFR odgovorna za aktivacijo protiapoptoičnih celičnih signalnih poti.
Gefitinib je mala molekula, ki se veže na tirozin kinazo EGFR na vezavnem mestu za ATP. S tem se zavre tudi aktivacija protiapoptotične signalne poti Ras in s tem rast rakavih celic.

## Zgodovina
Gefitinib pod zaščitenim imenom Iressa so najprej odobrili na Japonskem, in sicer julija 2002. Ameriški Urad za prehrano in zdravila ga je odobril maja 2003, Evropska unija pa junija 2009.